# Marshalldok

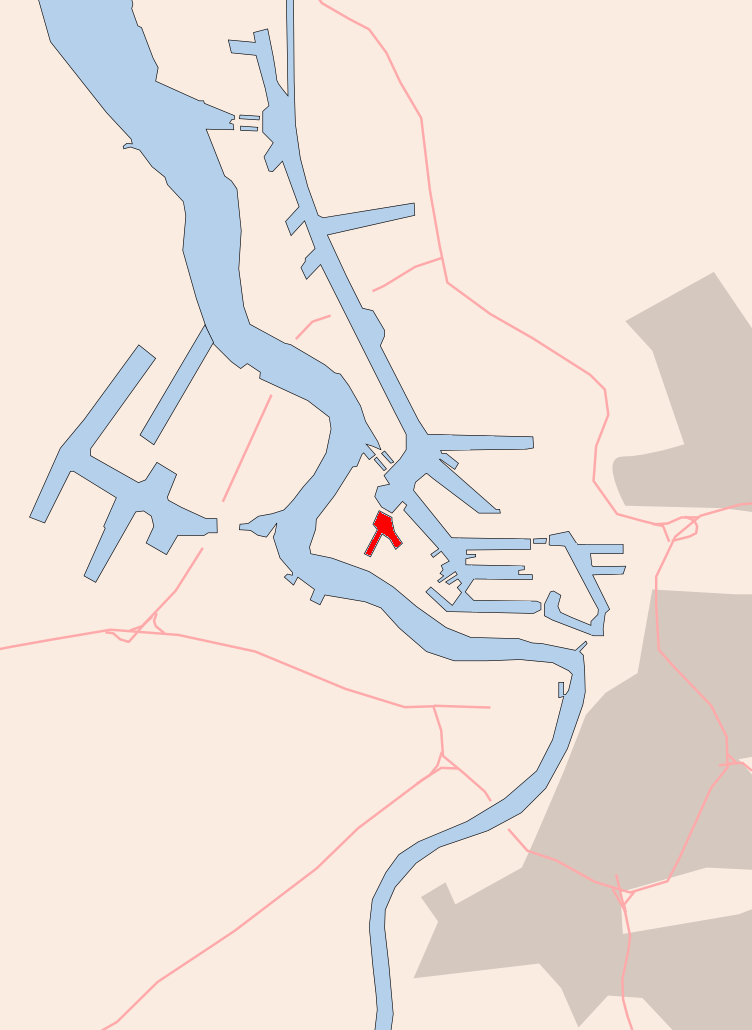
Locatie

Het Marshalldok ligt in het havengebied van Antwerpen tussen de Scheldebocht en het Hansadok.
Dit petroleumhavendok is alleen bestemd voor tankvaart-binnenschepen. Het dok is 1.050 meter lang en 7,75 meter diep, heeft twee uitsteekdokken die evenwijdig in zuidwestelijke - en zuidoostelijke richting lopen. Het begindok is 400 meter breed en het eindedok is 200 meter breed.
Het dok heeft de vorm, net als een "haardrogerpistool". Het Marshalldok werd opgedragen aan de Amerikaanse generaal George Marshall. Deze generaal voerde het financiële hulpplan in voor de getroffen landen met oorlogsschade op 8 juni 1947. West-Europa kon zodoende zijn wederopbouw bespoedigen en de Amerikaanse lening in de loop van jaren terugbetalen. Duitsland kreeg ook die Amerikaanse leninghulp, maar moest oorlogsschattingen vergoeden aan de getroffen landen, financieel en met goederen.
Vanaf de zuidoostelijke hoek voorbij de Petroleumbrug-wipbrug met zijn doorgangbreedte van 35 meter en zijn VHF-oproepkanaal 26 (alle andere bruggen in de haven hebben VHF-kanaal 62), begint de licht gekromde kade, met de nummeringen ES1 tot ES16 waar de Esso-vestiging is.
Aan de zuidwestelijke kade begint de nummering FN1 tot FN6, waar Total Finaeste is. Dan loopt de zuidoostelijk gelegen kade met de nummering MDP4 tot MDP5. Daar ligt Total Finaeste Borealis, waar aan de hoek MDP5 en de zuidwestelijke smalle kaai BP Chemicals gevestigd ligt.
Aan de noordwestelijke lang gestrekte kade lopen de nummeringen MDP1 tot MDP3 en FRA2 tot FRA11, waar eveneens Total Fina Raffin. Borealis is gelegen. Aan nummer-hoek FRA1 en FRA11 verbreedt het dok tot aan de dwarskade van de Petroleumbrug. Daar ligt een zinker voor de brug om de overgelopen olie, door morsing of een overflow tijdens het laden of lossen, in te perken tot het dok, zodat de olievlek op het water, niet verder drijft, door de veelvuldige voorkomende zuidwestenwind, naar het Hansadok. Deze zinkers zijn voorzien met onderwaterpijpen die een waaierige borrelinggordijn van luchtbellen teweegbrengt en zo de olievlek beperkt houdt. Daarna kunnen ze de olievlek verwijderen met detergenten of terugzuigen en verwerkt worden voor afvalolie.
Aan de los- en laadkades verwerken de binnenvaart-tankschepen hun ladingen via rubberen en aluminiumpijpen en -slangen, dompelpompen en gasleidingen naar de bevoorradingstanks. Daar worden de olietank- en gastanktreinen en de vrachtwagens geladen.
Dit petroleumhavendok en de tankschepen verwerken alle oliën en gassen, zoals benzine, kerosine, benzeen, smeerolie, stookolie, mazout, aardolie, afvalolie, paraffine, olie voor huishoudelijk gebruik, dieselolie, methanol, propaan en butaan.
Op de Antwerpse rechteroever van de Schelde:
Albertdok · Amerikadok · Asiadok · Bevrijdingsdok · Bonapartedok · Churchilldok · Derde Havendok · Eerste Havendok · Graandok · Hansadok · Houtdok · Industriedok · Kanaaldok · 
Kattendijkdok · Kempisch dok · Kooldok · Leopolddok · Lobroekdok · Margueriedok · Marshalldok · Noordschippersdok · Petroleumdok · Sasdok · Schippersdok · Schuildok voor Lichters · Siberiadok · Steendok · Straatsburgdok · Suezdok · Tweede Havendok · Verbindingsdok · Vierde Havendok · Vijfde Havendok · Willemdok · Zesde Havendok · Zuiderdokken
Op de Oost-Vlaamse linkeroever van de Schelde:
Deurganckdok · Doeldok · Noordelijk Insteekdok · Saeftinghedok · Verrebroekdok · Vrasenedok · Waaslandkanaal · Zuidelijk Insteekdok